# Goldgasse (Salzburg)

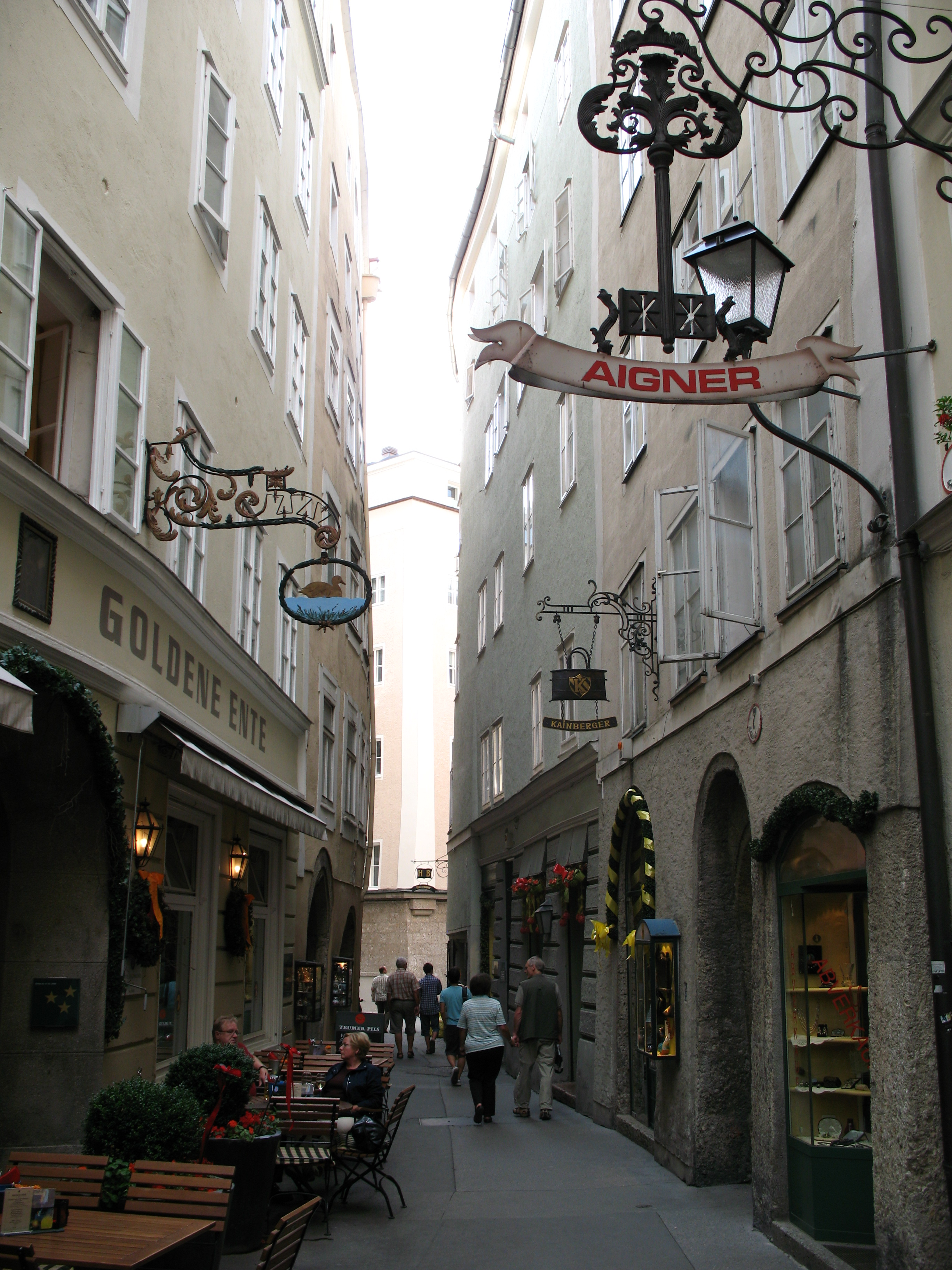
Goldgasse

Die Goldgasse ist eine schmale Gasse in der Altstadt von Salzburg, welche die Brodgasse kreuzend, am Alten Markt beginnt und in einem Bogen zum Residenzplatz führt. Die Häuser der Goldgasse stammen großteils aus dem 16. Jahrhundert, sie sind fünf- bis sechsgeschoßig, die Fassaden großteils glatt. Die Gasse wurde wegen eines kleinen Milchmarktes bis ins frühe 19. Jahrhundert auch Milchgasse genannt, vereinzelt aber auch Schlossergässchen oder Sporergässchen (die Sporer waren Schlosser für Reitzubehör) genannt. Den heutigen Namen besitzt die Gasse wegen der hier einst ansässigen Goldschmiedehandwerker.

## Bedeutende Häuser der Goldgasse
- Reitsamerhaus:  Das Haus Goldgass 5 wird 1424 erstmals als „Haus in der Sporergassen“ genannt. In diesem Haus erhielt der französische Kaufmann Jean Fontaine im Jahr 1700 die erstmalige Erlaubnis, Kaffee auszuschenken. Später übersiedelte dieses Cafehaus an den Alten Markt, wo es als Café Tomaselli bis heute bekannt ist.

- Hofgeigenmacherhaus oder Fragnerhaus: (Goldgasse 6 = Brodgasse 5): Im ersten Obergeschoß findet sich an der Fassade die Figur des Gnadenbildes von Altötting samt Engelkopf auf einer barocken Konsole aus dem 17. Jahrhundert.

- Sporerhaus (auch Sporrerhaus) oder Schnitlauerhaus (Goldgasse 7) hat ebenfalls einen frühgotischen Kern. Das Erdgeschoß besitzt hier ein rundbogiges Konglomeratportal.

- Beim Hofbinderhaus (Goldgasse 9) fällt ein Haussegensbild mit der Darstellung der Krönung Mariens in geschwungenem Rahmen auf.

- Kupferschmidhaus, Gasthof Goldgasse und Hotel Goldgasse (ehem. Goldene Ente, Goldgasse 10): Hier findet sich ebenfalls ein Haussegensbild. In den Jahren nach 1560 wohnte hier ein kunstbegabter Hufschmied, von 1573 an bis nach 1900 wohnten aber dann – vermutlich ununterbrochen – Kupferschmiede.

- Brucknerhaus: (Goldgasse 11) In diesem Haus hat sich ein spätgotisches Korbbogen-Steinportal mit historischer Eingangstür erhalten. Im Kehlsims des Daches steht der Spruch „Geht ein und aus mit frohen Sinn, dann wohnen frohe Leut drinn“.

- Glockengießerhaus (auch Schönslebenhaus oder Braumeisterhaus, Goldgasse 12, mit Haussegensbild): Hier wohnten und 17. und 18. Jahrhundert verschiedene Glockengießer: Jacob Lidl (1647), Benedikt Eisenberger (1713) und danach Vater und Sohn Johann Oberascher aus der bekannten Salzburger Glockengießerfamilie.

- Drahtzieherhaus (Goldgasse 14): Die Obergeschoße des Hauses zeigen um die Fenster Steingewände und eine erhaltene Speicheraufzugsöffnung im Dachgeschoß.

- Goldschmiedhaus (auch Spinnstätterhaus, Goldgasse 15): Das Haus besitzt in den Obergeschoßen Fenster mit Steingewände und Fensterbänken aus Adneter Marmor (ein Kalkstein), im Erdgeschoß hat das Haus ein rundbogiges Konglomeratportal und segmentbogenförmige Seitenfenster mit Konglomeratrahmen.

- Glasererhaus (Goldgasse 16): Das Segensbild des Hauses zeigt die Heilige Dreifaltigkeit mit den Heiligen Florian und Sebastian in einem geschwungenen Rahmen.